# Campeonato Peruano de Fútbol de 1921
El Campeonato Peruano de Fútbol de 1921, denominado como «X Campeonato de la Liga Peruana de Football 1921», fue la 10.ª edición de la Primera División del Perú y la 10.ª edición realizada por la ADFP.El campeón del torneo fue el club Sport Progreso del Rímac, que obtuvo su primer título.
Se desarrolló entre el de junio y 8 de septiembre de 1921, con la participación de once clubes de Lima y Callao bajo el sistema de todos contra todos en dos ruedas.
Ascendieron los clubes Sport Juan Bielovucic de Lima, Unión Barranco de Barranco, Unión Miraflores y la Escuela de Artes y Oficios de Lima. Sin embargo, no participaron Unión Miraflores y la Escuela de Artes y Oficios de Lima, descendiendo automáticamente de categoría a la segunda división peruana del año 1921.
La organización estuvo a cargo de la Liga Peruana de Football (LPFB), que fue la base de la Liga Distrital de Futbol de Cercado de Lima y de la Asociación Deportiva de Fútbol Profesional (ADFP).
Fue el último torneo regentado por la dirigencia de la Liga Peruana de Football, por su falta de autoridad sobre los clubes asociados.

## Desarrollo
La instalación de una nueva entidad controladora de las actividades deportivas, denominada Asociación de Amateurs, constituidas por instituciones disidentes de la Liga, produjo el cisma con carácter anárquicos de desorden y confusión en la organización futbolística.
Por otro lado, la Asociación Deportiva Chalaca combatía a la Liga insinuando la quiebra de la unidad deportiva generando discordia y animosidades personales entre los dirigentes del futbol peruano, por lo cual, los directivos de la Liga Peruana optaron en desafiliarse del máximo organismo controlador que era la Federación Atlética Deportiva.
Esta entidad en vista que las tres organizaciones controladoras de los clubes, se habían trabado en una lucha sin cuartel por el predominio futbolístico, concertando partidos y torneos entre sus afiliados, consiguiendo solamente con su actitud dividir a la afición, lo cual, decide llevar al futbol peruano a la reorganización.
Entonces, el Señor Alfredo Benavides Canseco, Presidente de la Federación Atlética y Deportiva hace un llamado público a todas las agrupaciones de clubes, con el objeto de restaurar la unión y la armonía en el fútbol peruano bajo otros moldes. Es así, que el 23 de agosto de 1922, fecha en que se realiza la Fusión de las Ligas y Asociaciones bajo una sola entidad directriz en un clima de tranquilidad y comprensión de todas las partes interesadas, viéndose como resultado la constitución de la Federación Peruana de Fútbol, bajo la jefatura del Sr. Claudio Martínez Bodero, Presidente del Club Atlético Chalaco del Callao.
En el mes de julio de 1924, la Federación Internacional de Futbol Asociado (FIFA) la reconoció oficialmente, pasando a integrar a este máximo organismo deportivo internacional.

## Ascensos y descensos
| Club                  | Ascendido como              |
| --------------------- | --------------------------- |
| Unión Barranco        | 2º en Segunda División 1920 |
| Sport Juan Bielovucic | Segunda División 1920       |

| Club                  | Descendido como                   |
| --------------------- | --------------------------------- |
| Sport Juan Bielovucic | Retirado en Primera División 1920 |
| Sport Vitarte         | Retirado en Primera División 1920 |
| Atlético Peruano      | Retirado en Primera División 1920 |
| Sport Calavera        | Retirado en Primera División 1920 |
| Alianza Chorrillos    | Retirado en Primera División 1920 |

## Equipos participantes
| Club                  | Ciudad            | Fundación |
| --------------------- | ----------------- | --------- |
| Association Alianza   | La Victoria, Lima | 1916      |
| Jorge Chávez N°1      | Cercado, Lima     | 1910      |
| Sportivo Jorge Chávez | Callao, Callao    | 1913      |
| Sport Alianza         | La Victoria, Lima | 1901      |
| Sport Huáscar         | Cercado, Lima     |           |
| Sport Inca            | Rímac, Lima       | 1908      |
| Sport José Gálvez     | La Victoria, Lima | 1907      |
| Sport Juan Bielovucic | Cercado, Lima     | 1911      |
| Sport Progreso        | Rímac, Lima       | 1912      |
| Sport Sáenz Peña      | Callao, Callao    | 1906      |
| Unión Barranco        | Barranco, Lima    | 1905      |

## Tabla de posiciones
El primer puesto de la tabla fue obtenido por el Sport Progreso del Rímac y obtuvo la Copa Escudo Dewar, el segundo lugar fue para el Sportivo Jorge Chávez y en tercer lugar estuvo el Sport Alianza.
| Pos. | Equipo                | PJ |
| ---- | --------------------- | -- |
| 1º   | Sport Progreso        | 20 |
| 2º   | Sportivo Jorge Chávez | 20 |
| 3º   | Sport Alianza         | 20 |
| 4º   | Sport Inca            | 20 |
| 5º   | Jorge Chávez N°1      | 20 |
| 6º   | Sport José Gálvez     | 20 |
| 7º   | Sport Juan Bielovucic | 20 |
| 8º   | Sport Sáenz Peña      | 20 |
| 9º   | Sport Huáscar         | 20 |
| 10º  | Unión Barranco        | 20 |
| 11º  | Association Alianza   | 20 |

|  |         |
|  | Campeón |

|                            |
| Campeón Nacional           |
| Sport Progreso 1.er título |
|                            |

## Enlaces
- Espectáculo y autogobierno del fútbol, capítulo 4 de La difusión del fútbol en Lima, tesis de Gerardo Álvares Escalona, Biblioteca de la Universidad Nacional Mayor de San Marcos
- Tesis Difusión del Fútbol en Lima
- De Chalaca:El génesis
- retrofutbolas:Campeones y subcampeones del Fútbol Peruano